# شاخ‌بلند چرنده
شاخ‌بلند چرنده (نام علمی: Hippotraginae) نام یک زیرخانواده از تیره گاوسان است.